# Caledopsyche cheesmanae
Caledopsyche cheesmanae är en nattsländeart som beskrevs av Douglas E. Kimmins 1953. Caledopsyche cheesmanae ingår i släktet Caledopsyche och familjen ryssjenattsländor. Inga underarter finns listade i Catalogue of Life.